# Gerda Windey
Gerda Windey (* 1963 oder 1964) ist eine deutsche politische Beamtin.

## Leben
Windey studierte Rechtswissenschaft an der Eberhard Karls Universität Tübingen. 1994 trat sie in die baden-württembergische Landesverwaltung ein. Zwei Jahre später wurde sie der Führungsakademie des Landes Baden-Württemberg zugewiesen. Anschließend war sie im Innenministerium Baden-Württemberg tätig. Unter Ministerin Annette Schavan war sie Ministerialdirigentin und Pressesprecherin im Ministerium für Kultus, Jugend und Sport Baden-Württemberg. Nachdem Stefan Mappus 2010 das Ministerpräsidentenamt übernommen hatte, wurde sie zur Leiterin der Europaabteilung im Staatsministerium Baden-Württemberg ernannt.
2016 wurde Windey als Nachfolgerin von Manfred Stehle zur Ministerialdirektorin und Amtschefin des Kultusministeriums Baden-Württemberg berufen. 2019 wurde sie zur Abteilungsleiterin des Kultusministeriums degradiert. Als Ministerialdirektor folgte ihr Michael Föll nach.
Seit 2021 ist Windey Abteilungsleiterin im Ministerium der Justiz und für Migration Baden-Württemberg.